# Свеучилиште у Задру
Свеучилиште у Задру је државни универзитет у Задру. Универзитет у садашњем облику основан је 2002. године, али његова историја досеже до 1396. године, што га чини најстаријом високошколском институцијом у Хрватској и једном од најстаријих у Европи.

## Историја
Генерално филозофско-теолошко училиште доминиканског реда у Задру основано је још далеке 1396. године као најстарије од хрватских свеучилишта, односно као прво свеучилиште на простору данашње Републике Хрватске, које је радило до 1807. године. Од тада су у Задру радиле установе високог школства до оснивања обновљеног Свеучилишта у Задру 2002. године.
Традиција дужа од 600 година сврстава га у ред најстаријих свеучилишних градова Европе (Падова 1222, Париз 1229, Барселона, Праг 1348, Беч 1365. итд), односно у време оснивања других европских свеучилишта.
Године 1955. основан је, а 1956. започео с радом Филозофски факултет у Задру као део Свеучилишта у Загребу, у чијем је саставу остао 19 година.
То је уједно прва високошколска установа измештена из Загреба, тада јединог свеучилишног града у Хрватској, а по броју одсека, наставника и студената, највеће високо училиште на хрватском Јадрану.
Од 1975. радио је у саставу Свеучилишта у Сплиту као његова највећа установа. У 2002. години, 46 година након оснивања, Филозофски факултет у Задру бројао је 16 одсека и 17 различитих студијских група, 6 последипломских студија, изванредним и допунским студијима с укупно око 3400 студената (с апсолвентима).
Број запослених је био 240, од чега је 180 наставника и сарадника (те још 60 спољњих сарадника, укључујући и стране лекторе).
Године 1961. основана је и Педагошка академија (1979. припојена Филозофском факултету). Године 1998. из Филозофског факултета у Задру издвојена је Висока учитељска школа. Оснивањем Свеучилишта ове установе са студентским центром трансформисане су у 16 свеучилишних одељења и студентски центар.
Обнова Свеучилишта у Задру започела је 1994. када је Факултетско веће Филозофског факултета у Задру именовало поверенство које је изводило подлогу за свеопшту расправу о оснивању Свеучилишта.
Године 1998. израђен је Предлог решавања просторних проблема високог школства у Задру с основама за устројавање Свеучилишта у Задру (Д. Магаш), а 2001, под водством декана Филозофског факултета у Задру, Дамира Магаша, израђен је Елаборат о оснивању Свеучилишта у Задру.
Свеучилиште у Задру прво је интегрисано свеучилиште у Републици Хрватској.